# Deportivo Bluefields
El Bluefields  FC o más conocido como Naranja Costeña, un equipo de fútbol de Nicaragua que juega en la Segunda División liga de fútbol  importante en el país.

## Historia
Fue fundado en el año 1997 en la ciudad de Bluefields en la costa caribeña de Nicaragua y ha jugado en algunas temporadas en la Primera División de Nicaragua, la última de ellas en la temporada 2008/09, temporada donde inició un descenso constante que lo tiene actualmente en la segunda categoría del país.
En el año 2021 por iniciativa del alcalde del municipio Msc Gustavo Castro Jo el Bluefields FC retorna al futbol nacional inscribiéndose en el torneo nacional de tercera división, logrando su ascenso a la segunda división el 12 de junio del año 2022 
El club históricamente ha tenido problemas para mantener un plante estable debido a problemas financieros, que provocan que sus mejores jugadores se vayan a los equipos importantes del país como el Real Estelí y el Diriangén FC.
Pero en este 2024 el equipo cuenta con una base sólida de respaldo tanto gubernamental como privado con el objetivo de llevar al equipo a la máxima categoría del futbol Nicaragüense aspirando a participar en competencias internacionales a nivel de Club.

## Jugadores

### Jugadores destacados
- Félix Rodríguez Rudel Calero Jose Armando Reyes Alvarado

## Entrenadores

### Entrenadores destacados
- José Nelson Lima (2006)